# Rendsburg
Rendsburg (dánsky Rendsborg) je město na řece Eider a Kielském průplavu v centrální části Šlesvicko-Holštýnska v Německu. Je hlavním městem zemského okresu Rendsburg-Eckernförde. V roce 2012 zde žilo 27 446 obyvatel.
Nejbližší velká města jsou Kiel 32 km východně, Schleswig 32 km severně, Flensburg 65 km severně, Neumünster 45 km jižně, Lübeck 94 km jihovýchodně a Hamburk 103 km jižně. V bezprostřední blízkosti města se nachází přírodní parky Hüttener Berge, Aukrug a Westensee.

## Partnerská města
- Lancaster, Spojené království
- Vierzon, Francie
- Aalborg, Dánsko
- Haapsalu, Estonsko
- Kristianstad, Švédsko
- Skien, Norsko
- Rathenow, Německo
- Ledyard, USA
- Almere, Nizozemsko
- Piteå, Švédsko
- Ratiboř, Polsko

## Fotografie

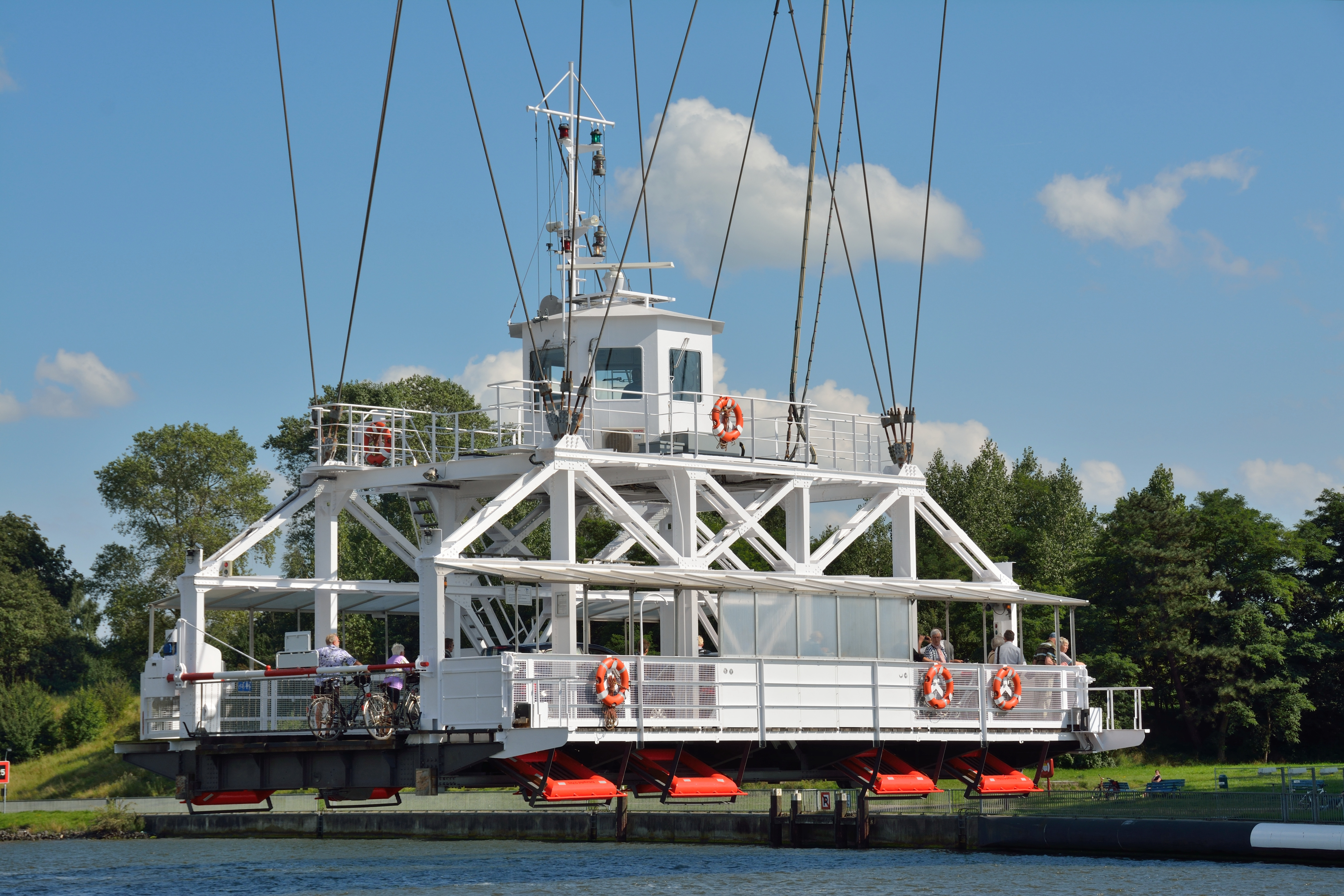
Transportér na Rendsburském mostu
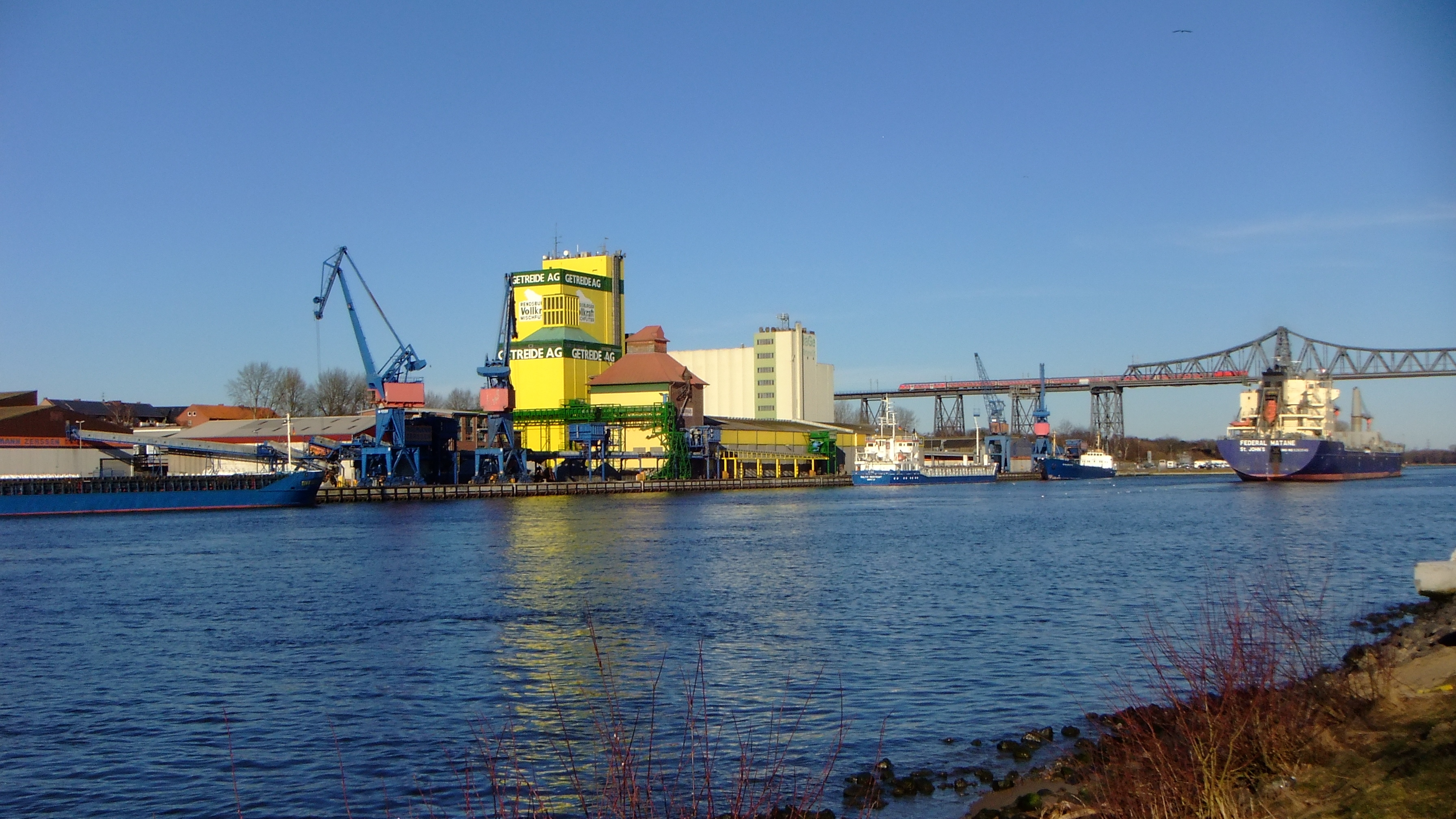
Rendsburský přístav
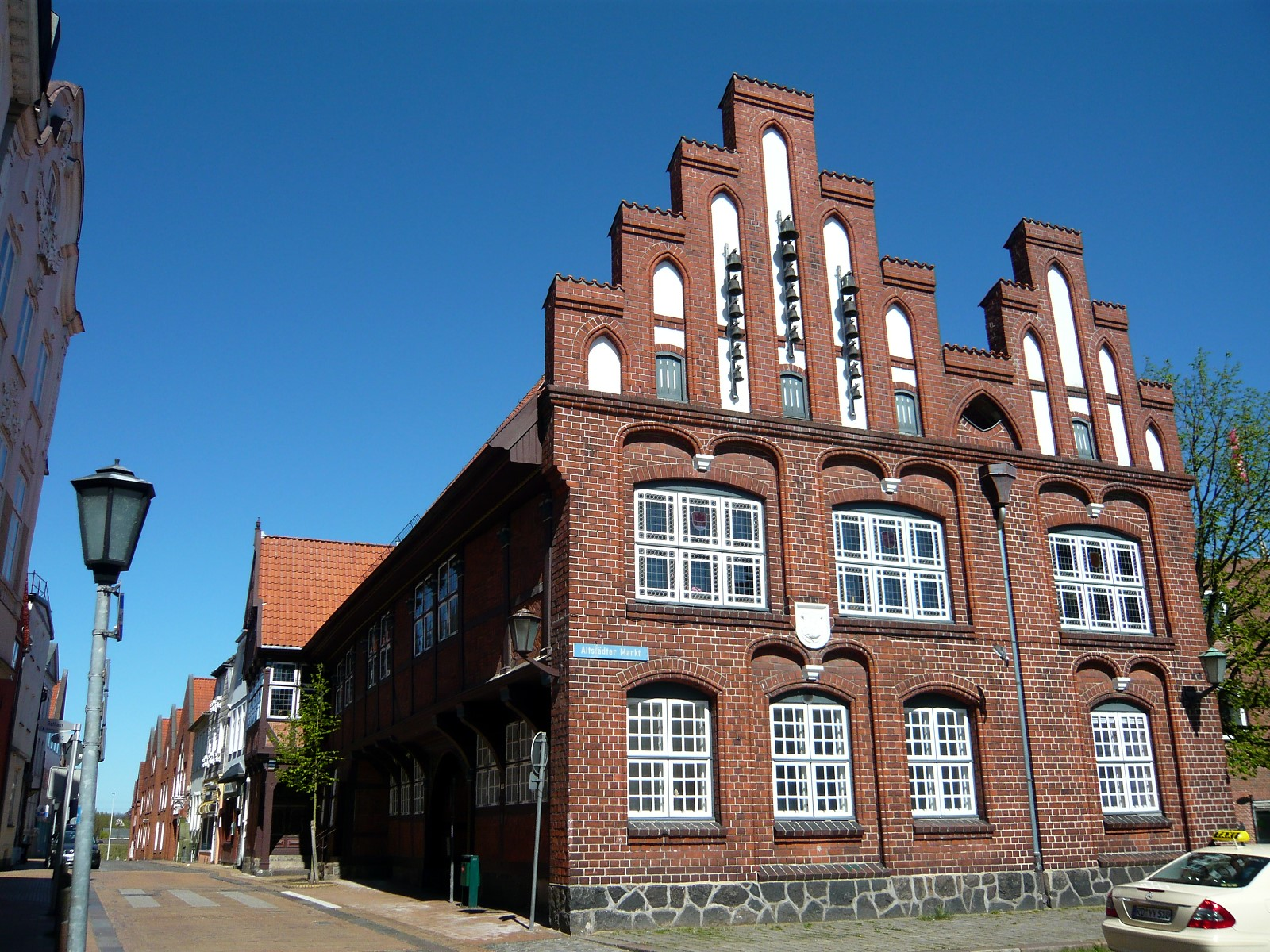
Budova staré radnice
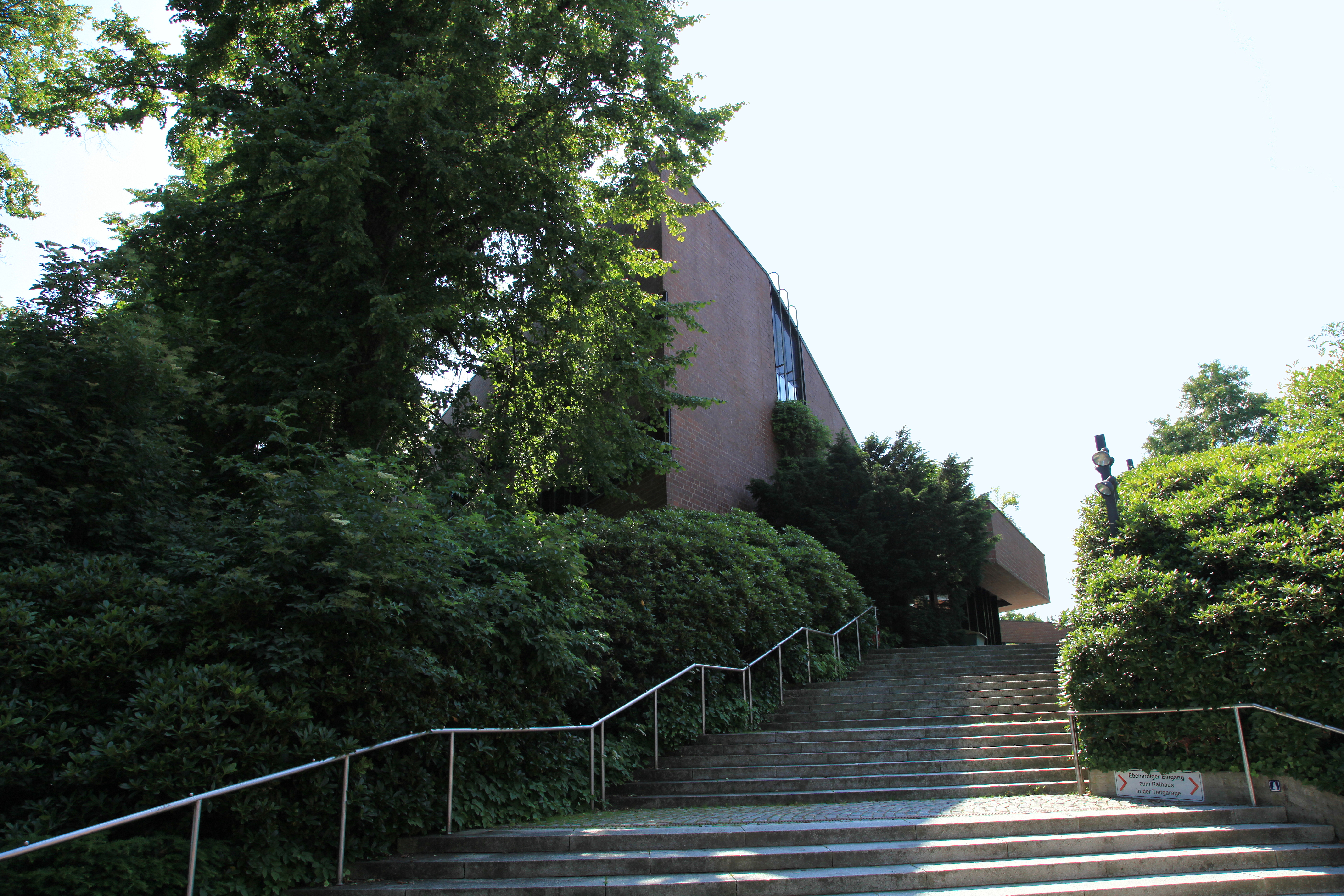
Nová radnice